# Diplolaimella stagnosa
Diplolaimella stagnosa is een rondwormensoort uit de familie van de Monhysteridae. De wetenschappelijke naam van de soort is voor het eerst geldig gepubliceerd in 1966 door Lorenzen.